# MLton
MLton是开源的Standard ML的全程序优化编译器。MLton开发始于1997年，并由世界范围的开发者和用户社群持续开发着，现在MLton已经被移植到了很多平台。MLton是2013年Google编程之夏的参与组织。
MLton通过去除通常关联于高级特征的低效性，致力于产生高速的可执行程序，并鼓励快速原型和模块化编程。它还通过MLBasis系统，简化模块化和名字空间管理，致力于促进大型编程。作为全程序编译器，它显著的缺少在Standard ML环境中常见的交互式顶层。
MLton在基础库之外还提供一些额外的库，包括实现了ANTLR的ML语言处理工具，和具有针对精简指令集CPU的代码生成器的MLRISC。它还实现了辅助从最流行的SML实现SML/NJ移植代码的特征，包括支持SML/NJ的编译管理器。

## 引用
1. 1 2 3 4  Stephen Weeks.  (PDF). ML Workshop 2006, invited lecture. September 16, 2006  [2007-12-02]. （原始内容 (PDF)存档于June 29, 2007）.
2. ↑  . 2024年12月30日  [2025年1月6日].
3. ↑  . mlton.org.   [2021-11-30]. （原始内容存档于2021-11-30）.
4. ↑  https://github.com/MLton/mlton
5. ↑  http://mlton.org/MLBasis
6. ↑  http://mlton.org/Drawbacks